# Jakub Jakubov
Jakub Jakubov (* 1. Februar 1989 in Košice) ist ein tschechischer Fußballspieler auf der Torhüterposition. Neben der tschechischen besitzt er auch die slowakische Staatsbürgerschaft.

## Vereinskarriere
Jakubov begann mit dem Fußballspielen beim slowakischen Klub 1. FC Košice. Im Jahr 2001 wechselte er zum Lokalrivalen Lokomotíva Košice. Im Alter von 14 Jahren wechselte der Torhüter zum niederösterreichischen Klub SV Horn, nach nur einer Saison ging er zum FK Austria Wien. Im Frühjahr 2008 war Jakubov an den Regionalligisten SV Wienerberger ausgeliehen. Anschließend kehrte er zur Austria zurück und absolvierte drei Einsätze in der Ersten Liga 2008/09.
Im Juli 2009 wechselte Jakubov zum tschechischen Zweitligisten FK Dukla Prag. Der Torwart debütierte am 14. August 2009 im Spiel gegen den MFK Karviná in der 2. Liga. Anfang 2010 wurde Jakubov für ein halbes Jahr an den Drittligisten Spartak MAS Sezimovo Ústí ausgeliehen, um Spielpraxis sammeln zu können. Mit Sezimovo Ústí gelang dem Torhüter der Aufstieg in die 2. Liga. Im Juli 2010 kehrte Jakubov zu Dukla zurück. Anfang 2011 wurde er erneut für ein halbes Jahr ausgeliehen, diesmal an den Zweitligisten SK Kladno. Danach folgten weitere Stationen beim FK Mlada Boleslav, Viktoria Berlin, Budissa Bautzen und dem Berliner AK.
Am 21. Mai 2018 gab der Chemnitzer FC die Verpflichtung von Jakub Jakubov bekannt. Mit diesem Verein stieg er 2019 von der Regionalliga Nordost in die 3. Liga auf, nach nur einem Jahr 2020 jedoch direkt wieder ab. Nach 132 Ligaspielen für den CFC wechselte Jakubov 2023 zum Ligakonkurrenten Greifswalder FC. Mit den Vorpommern wurde er Vize-Meister der Regionalliga und Landespokalsieger in Mecklenburg-Vorpommern.

## Nationalmannschaft
Jakubov stand im tschechischen Aufgebot für die Junioren-Fußballweltmeisterschaft 2009 in Ägypten, kam jedoch nicht zum Einsatz.

## Erfolge
- Berlin-Pokal-Sieger: 2013/14
- Sachsenpokal-Sieger: 2018/19, 2019/20, 2021/22
- Landespokal-Sieger Mecklenburg-Vorpommern: 2023/24

## Sonstiges
In der Netflix-Eigenproduktion „Dogs of Berlin“ stellt Jakubov in der zweiten und dritten Folge in einer Nebenrolle den Torhüter der deutschen Nationalmannschaft dar. Die anderen Nationalspieler werden von Spielern aus drei Berliner Vereinen dargestellt.